# 가스 사우스 아레나
가스 사우스 아레나(영어: Gas South Arena)는 미국 조지아주 덜루스에 위치한 실내 경기장이다. 과거 WNBA 애틀랜타 드림의 2009년 플레이오프 1라운드 2차전과 2013년 파이널 3차전 홈경기장으로 사용했으면, 현재 ECHL 애틀랜타 글래디에이터스의 홈경기장으로 사용되고 있다.

## WNBA경기
| 날짜             | 팀1             | 스코어  | 팀2           | 비교            |
| ---------------- | --------------- | ------- | ------------- | --------------- |
| 2009년 9월 18일  | 디트로이트 쇼크 | 94 - 79 | 애틀랜타 드림 | 플레이오프 게임 |
| 2013년 10월 10일 | 미네소타 링크스 | 86 - 77 | 애틀랜타 드림 | WNBA 파이널     |